# Cyclisme à Bruxelles
L’utilisation du vélo en Région bruxelloise en tant que moyen de déplacement régulier est limitée, contrairement aux villes de la région flamande où l’habitude est installée de longue date. Le relief vallonné de la ville, le climat pluvieux ou la vulnérabilité du cycliste au milieu de la circulation ont longtemps servi de prétexte à la politique du tout à la voiture de la part des autorités bruxelloises, mais surtout de la Police.
Depuis quelques années, on constate un important changement des mentalités en raison de l’accroissement des problèmes de mobilité, de la pollution de l’air, de la pollution sonore et de la hausse du coût de l’énergie. Le vélo, seul ou en complément des transports en commun, redevient une alternative crédible à la voiture individuelle. Les initiatives de promotion du déplacement cycliste se multiplient, tant de la part des pouvoirs publics que du monde associatif.

## Aménagement cyclable

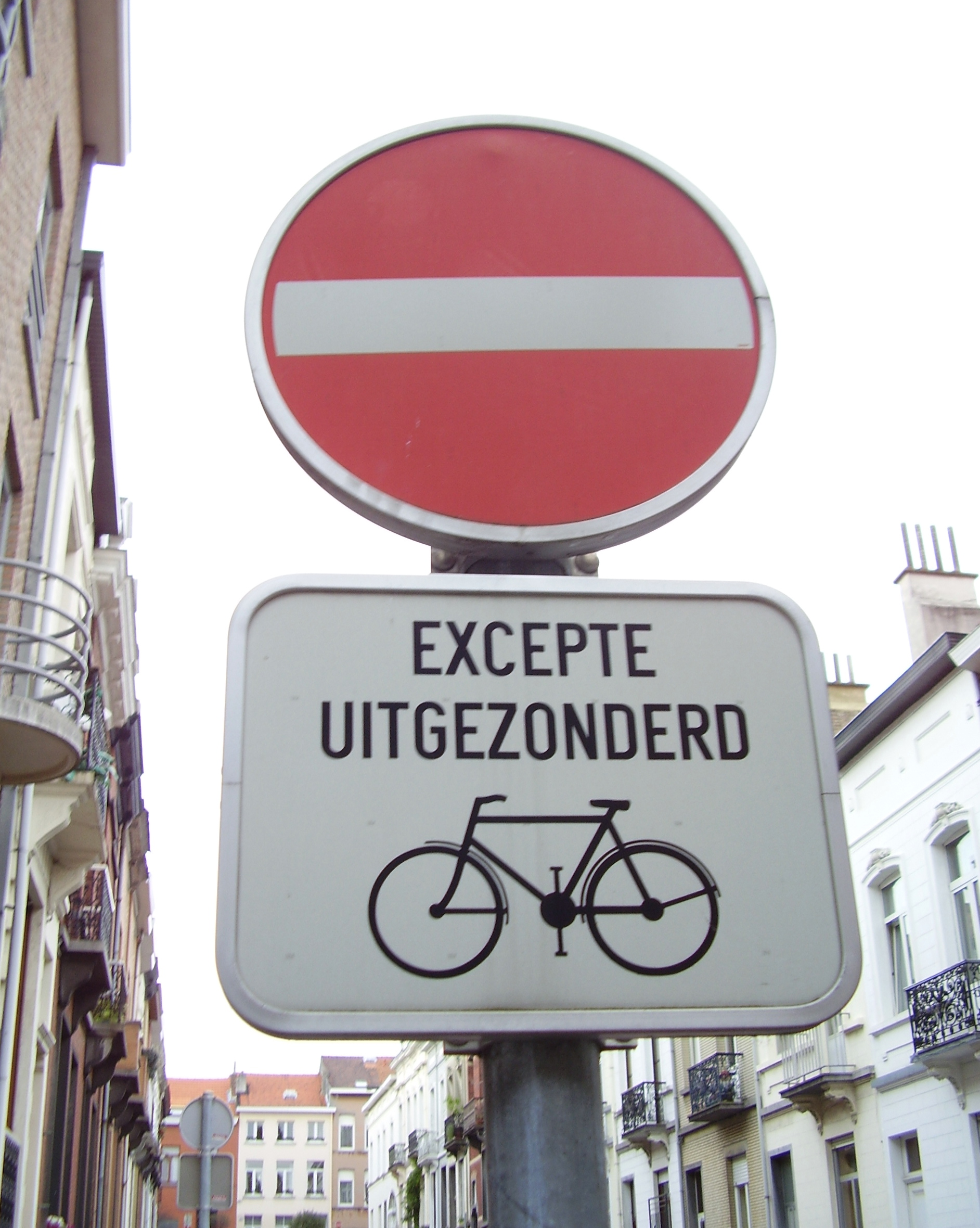
Sens unique limité

Le réseau urbain hérité des années 1950 fait peu de place à la bicyclette : les pistes cyclables  proprement dites sont rares et souvent peu praticables.  Les associations de cyclistes réclament, de préférence à un réseau séparé, une véritable intégration du vélo dans la circulation, la visibilité du cycliste étant gage de sécurité. En effet, les accidents arrivent le plus souvent aux lieux de croisement lorsque l’automobiliste n’a pas vu arriver le cycliste et non lorsqu’ils partagent la même route.  Ce partage est l’objectif recherché par les aménagements récents composés principalement de marquage au sol et d’une signalisation spécifique.
- Les SUL (sens uniques limités aux véhicules motorisés, appelés en France contresens cyclables). La plupart des voies à sens uniques sont aujourd’hui autorisées aux vélos dans les deux sens, les seules et rares exceptions étant les rues de moins de 3,5 m de large.  Contrairement à certaines idées reçues, cette mesure améliore considérablement la sécurité : un vélo qui arrive en sens inverse des voitures est très visible à celles-ci.
- Les zones avancées pour cyclistes (aussi appelées sas) aux carrefours, sont des espaces réservés aux cyclistes, matérialisés par  un marquage composé de pictogrammes et de lignes blanches, situés devant la ligne d’arrêt des voitures. Cette mesure rend le cycliste plus visible et lui permet de démarrer avec plus de sécurité.
- Les Itinéraires cyclables régionaux (ICR), sont des parcours balisés, recommandés pour des déplacements de moyennes et longues distances, qui privilégient des voies où le trafic est moins important et le relief moins prononcé.

## Associations et organismes
- Le GRACQ (Groupe de Recherche et d'Action des Cyclistes Quotidiens), travaille depuis 1972 à favoriser l'usage utilitaire du vélo.
- Le Fietsersbond, association néerlandophone, poursuit les mêmes objectifs.
- Pro Velo, une association de cyclistes créée en 1992 par des membres du Gracq, dont l'objectif est d'aider autorités, écoles et entreprises à promouvoir une nouvelle place pour le vélo.
- Les Ateliers de la rue Voot proposent depuis longtemps des ateliers vélo, où l’on apprend par soi-même à entretenir et réparer sa bicyclette.

## Initiatives de promotion des déplacements à vélo
Seuls 2 % des Bruxellois utilisent quotidiennement le vélo pour se rendre au travail. Ce nombre est cependant en croissance rapide (de l'ordre de dix à quinze pour cent chaque année)  En complément des aménagements urbains, les pouvoirs publics, en collaboration  avec  les associations d’usagers, multiplient les mesures et actions destinées à promouvoir les moyens de transports alternatifs à la voiture privée, dont les transports publics et le vélo.

### Événements

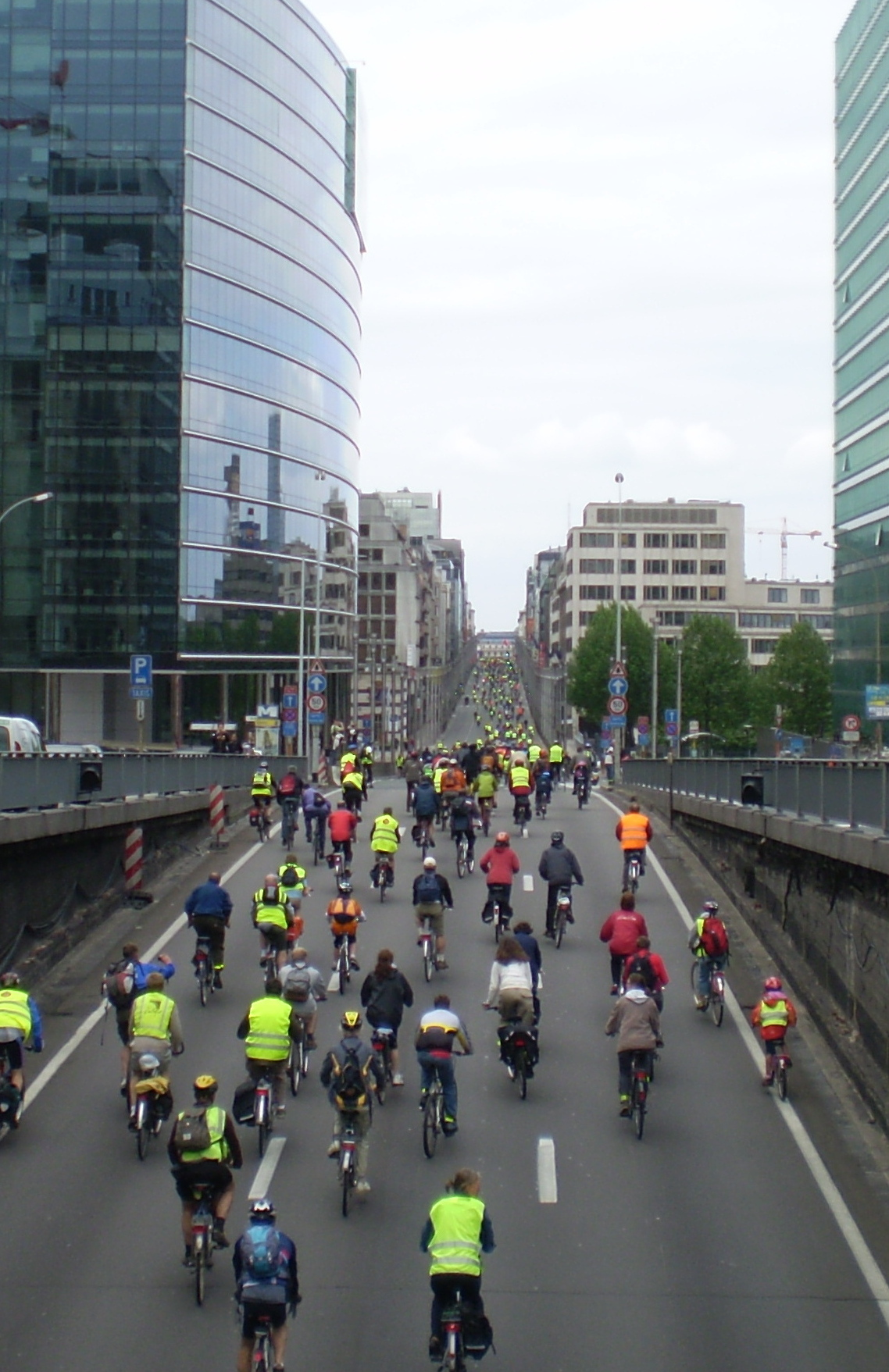
BicyCity 2008

- À l’occasion du dimanche sans voitures et de la semaine de la mobilité, l’occasion est donnée aux usagers d’expérimenter le vélo en ville. Parcours découvertes à vélo, formation vélo-trafic, piste pédagogique pour enfants, j’achète à vélo, ramassage scolaire à vélo, etc.
- L’opération Dring Dring est organisée chaque année par Pro Velo, celle-ci débute par un rassemblement de cyclistes organisés en masse critique (Bicycity) revendiquant une meilleure place pour le vélo en ville, et une fête du vélo.

### Législation
- La prime régionale Bruxell’Air permet aux automobilistes d'échanger la plaque d'immatriculation de leur voiture contre une prime à l'achat d'un vélo de 505 EUR maximum et un abonnement d'un an au système de voitures partagées Cambio, ou bien un abonnement combiné d'un an aux transports en commun et à Cambio.  Cette prime est majorée si, en plus de rendre sa plaque d'immatriculation, l'automobiliste fait détruire sa voiture.  En pratique, cette prime vise en particulier la seconde voiture d'un ménage.
- Depuis octobre 1997, les entreprises belges peuvent octroyer à leurs employés une indemnité kilométrique pour leurs déplacements domicile-travail à vélo; cette indemnité est exonérée d'impôts pour l'employé et de cotisations sociales pour l'entreprise jusqu'à concurrence de 0,20 EUR par km, soit 88 EUR par an et par kilomètre (donc, par exemple, 440 EUR/an pour 5 km, soit à peu près le prix d'un vélo neuf chaque année). Depuis 2010, l'indemnité est indexée. le montant maximum exonéré est actuellement de 0,21 EUR/km.
- Un arrêté régional impose aux entreprises de plus de deux cents travailleurs la réalisation d'un plan de déplacements d'entreprise.

### Documentation et publicité
- Différentes études et brochures, ainsi qu’une carte cyclable de la Région ont été réalisées en collaboration avec le GRACQ et Pro Velo.
- L'agence Bruxelles Mobilité a mis en place un site web dédié.

## Cyclocity et Villo!

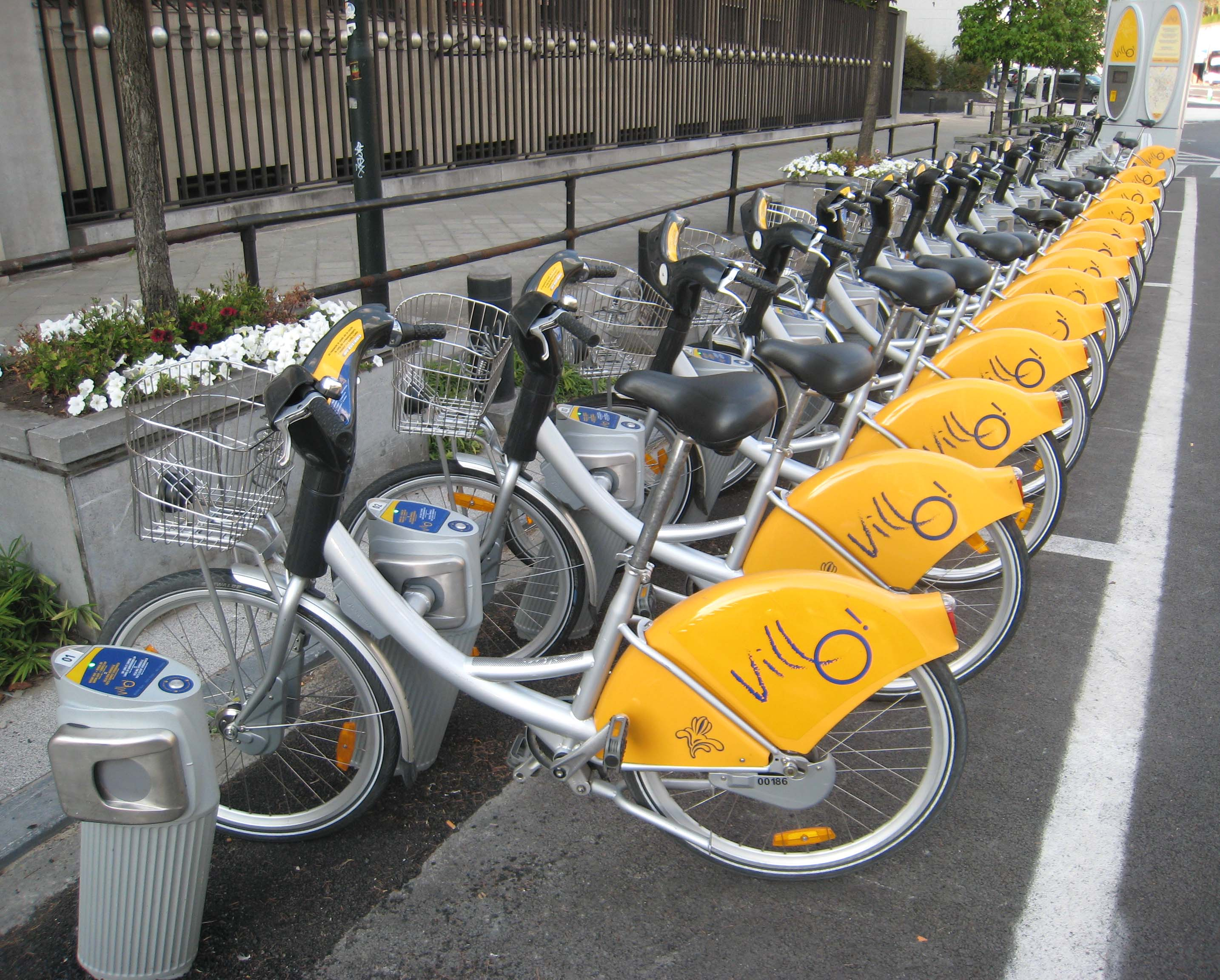
Station Villo!

Suivant l’exemple de la ville de Lyon (vélo'v), les autorités de Bruxelles-ville ont fait appel à l’entreprise JCDecaux pour mettre en  place un service de location de vélo, mis en service le 17 septembre 2006 sous le nom de Cyclocity, à l’occasion de la journée sans voiture. Le réseau est, dans un premier temps, limité aux quartiers du centre-ville (pentagone). Il se compose de 250 vélos publics et de 23 stations automatiques équipées de bornes électroniques. Le système, disponible 24h/24 est réglable par carte bancaire et permet de s’abonner à la semaine ou à l’année. Cependant, Cyclocity, ayant une couverture géographique limitée, n'a pas été un succès.
En mai 2009, un nouveau service nommé Villo!, fourni par JCDecaux, mais devant couvrir toutes les communes de la Région de Bruxelles-Capitale a été lancé. Villo! comprend 2 500 vélos et 180 stations.